# Manuel Janzer
Manuel Janzer est un footballeur allemand, né le 7 mars 1992 à Aalen, évoluant au poste d'ailier gauche au Holstein Kiel.

## Biographie

### En équipe nationale
Avec les moins de 17 ans, il participe au championnat d'Europe des moins de 17 ans en 2009. Lors de cette compétition, il joue cinq matchs, marquant un but contre les Pays-Bas en phase de poules. L'Allemagne remporte le tournoi.
Il dispute ensuite quelques mois plus tard la Coupe du monde des moins de 17 ans. Lors du mondial junior organisé au Nigeria, il ne joue qu'un seul match, face à l'Argentine.

## Statistiques
| Saison                | Club                  | Championnat           | Championnat | Championnat | Coupe(s) nationale(s) | Coupe(s) nationale(s) | Compétition(s) continentale(s) | Compétition(s) continentale(s) | Compétition(s) continentale(s) | Total | Total |
| Saison                | Club                  | Division              | M.          | B.          | M.                    | B.                    | Comp.                          | M.                             | B.                             | M.    | B.    |
| 2014-2015             | 1. FC Heidenheim 1846 | 2.Bundesliga          | 10          | 0           | -                     | -                     | -                              | -                              | -                              | 10    | 0     |
| Sous-total            | Sous-total            | Sous-total            | 10          | 0           | -                     | -                     | -                              | -                              | -                              | 10    | 0     |
| 2015-2016             | Holstein Kiel         | 3.Liga                | 14          | 3           | -                     | -                     | -                              | -                              | -                              | 14    | 3     |
| 2016-2017             | Holstein Kiel         | 3.Liga                | 19          | 4           | -                     | -                     | -                              | -                              | -                              | 19    | 4     |
| 2017-2018             | Holstein Kiel         | 2.Bundesliga          | 6           | 0           | 1                     | 0                     | -                              | -                              | -                              | 7     | 0     |
| 2018-2019             | Holstein Kiel         | 2.Bundesliga          | 1           | 0           | -                     | -                     | -                              | -                              | -                              | 1     | 0     |
| Sous-total            | Sous-total            | Sous-total            | 40          | 7           | 1                     | 0                     | -                              | -                              | -                              | 41    | 7     |
| 2018-2019             | Eintracht Brunswick   | 3.Liga                | 13          | 1           | -                     | -                     | -                              | -                              | -                              | 13    | 1     |
| Sous-total            | Sous-total            | Sous-total            | 13          | 1           | -                     | -                     | -                              | -                              | -                              | 13    | 1     |
| Total sur la carrière | Total sur la carrière | Total sur la carrière | 63          | 8           | 1                     | 0                     | -                              | -                              | -                              | 64    | 8     |

## Palmarès
- Vainqueur du championnat d'Europe des moins de 17 ans en 2009 avec l'équipe d'Allemagne des moins de 17 ans